# Hawley Pratt
Hawley Pratt (9 de junio de 1911 en Seattle, Washington – 2 de marzo de 1999 en Thousand Oaks, California) fue un director de cine y animador estadounidense, que dirigió (o codirigió) todos los cortometrajes animados de The Pink Panther Show y dos especiales animados de televisión basados en historias de Dr. Seuss: The Cat in the Hat y Dr. Seuss on the Loose.
Junto a Friz Freleng rediseñó al personaje Speedy González. Su actividad laboral duró desde 1939 hasta 1972.
Murió tras una corta enfermedad a los 87 años y sus restos reposan en el Pierce Brothers Valley Oaks Memorial Park en Westlake Village, Condado de Los Ángeles, California.